# Rovaniemi
Rovaniemi (/ˈroʋɑniemi/, en same du Nord : Roavvenjárga) est une ville du nord de la Finlande. Le centre-ville est situé à 10 km au sud du cercle polaire, au confluent de la Kemijoki et de l'Ounasjoki, à un peu plus de 100 km du fond du golfe de Botnie.
Capitale de la province de Laponie finlandaise, sa population est de 60 653 habitants, pour une surface de 8 016,72 km2.
Au 1er janvier 2006, la ville de Rovaniemi a fusionné avec la commune rurale de Rovaniemi (Rovaniemen maalaiskunta en finnois), gagnant de ce fait 22 000 habitants. C'est aujourd'hui la douzième ville de Finlande par la population (cinquième sur l'ensemble des communes) et la première par la superficie.

## Histoire

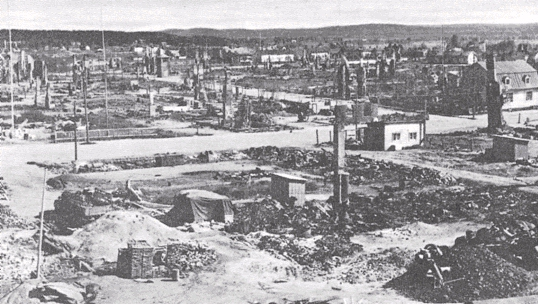
Plus de 90 % de la ville a été incendiée durant la Seconde Guerre mondiale

Le site a probablement été habité de manière continue depuis l'Âge de la pierre. On y a trouvé des pics à glace, des grattoirs et des pointes de lance datant de 8 000 ans avant notre ère.
La pratique de l'agriculture itinérante aurait commencé entre -750 et -530.
L'habitation plus dense par des paysans a débuté dans les années 1110-1200.
Les nouveaux habitants venaient principalement du Häme, mais aussi de Finlande propre, de Carélie, de mer Blanche, de Suède, de Norvège, de Cajanie et d'Allemagne. C'est la raison pour laquelle le dialecte de Rovaniemi est un mélange de dialectes finnois.
La première mention écrite de l'endroit date du 7 septembre 1453.
Jusqu'au XVIIIe siècle, la zone de Rovaniemi est appelée Korkala. Très peu peuplée, elle abrite une chapelle dépendant de la paroisse de Kemi à partir de 1632, puis une paroisse autonome dès 1785.
Le XIXe siècle est celui du décollage économique et voit l'arrivée de nombreux migrants, attirés par les promesses du grand Nord en termes de matières premières, notamment le bois et l'or.
En 1929, la municipalité est scindée en deux entre le centre urbain proprement dit (5 000 habitants) et le reste de la commune (14 000 habitants).
La croissance de la ville est violemment interrompue par les troupes allemandes lors de la Guerre de Laponie (bataille de Rovaniemi (en)), durant laquelle plus de 90 % des bâtiments sont incendiés. La ville est alors largement réduite en ruines.
La reconstruction, commencée en 1946, est très ambitieuse. Elle s'effectue selon le plan d'urbanisme de l'architecte Alvar Aalto, qui donne à la ville une unité architecturale rare en Finlande (avec le centre administratif de Seinäjoki).

## Géographie
La commune est très étendue et occupe une position centrale en Laponie. Elle compte pas moins de neuf municipalités limitrophes, à savoir Kittilä et Sodankylä au nord, Kemijärvi à l'est, Posio au sud-est, Ranua et Tervola au sud, Ylitornio et Pello à l'ouest et enfin Kolari au nord-ouest.
L'essentiel de la population réside à proximité immédiate de la ville proprement dite, même si les berges des deux grands axes fluviaux, l'Ounasjoki et la Kemijoki, abritent également quelques petits villages.
Le relief, s'il est plus présent que dans le sud du pays, n'a rien de comparable avec le Nord de la Laponie.
Le paysage est largement constitué de forêts boréales couvrant des collines dont l'altitude ne dépasse qu'exceptionnellement les 200 mètres par rapport aux plaines avoisinantes.

### Climat
Le climat est continental affirmé sans pouvoir pour autant être qualifié de polaire.
- Moyenne annuelle des températures : +0,2 °C
- Moyenne des précipitations : 535 mm
- Neige au sol : 183 jours par an
- Température minimum enregistrée : −47,5 °C
- Température maximum enregistrée : +30,6 °C

Le soleil de minuit est visible du 6 juin au 7 juillet.
| Mois                              | jan.  | fév.  | mars  | avril | mai  | juin | jui. | août | sep. | oct.  | nov.  | déc.  | année |
| --------------------------------- | ----- | ----- | ----- | ----- | ---- | ---- | ---- | ---- | ---- | ----- | ----- | ----- | ----- |
| Température minimale moyenne (°C) | −14,5 | −13,8 | −9,4  | −3,9  | 2,3  | 8,3  | 11,4 | 9,1  | 4,2  | −1,3  | −7,9  | −12,5 | −2,3  |
| Température moyenne (°C)          | −11,3 | −10,8 | −6,1  | −0,2  | 6,3  | 12,2 | 15,2 | 12,5 | 7,1  | 0,8   | −5,5  | −9,4  | 0,9   |
| Température maximale moyenne (°C) | −8,2  | −7,8  | −2,6  | 3,6   | 10,8 | 16,8 | 19,7 | 16,5 | 10,4 | 3,1   | −3    | −6,4  | 4,4   |
| Record de froid (°C)              | −38,1 | −35   | −27,5 | −18,7 | −11  | −2,6 | 2,4  | −0,6 | −7,7 | −21,5 | −27,9 | −32,9 | −38,1 |
| Record de chaleur (°C)            | 6,9   | 7,4   | 9,5   | 19    | 28,2 | 30,7 | 32,2 | 29,1 | 22,6 | 15,6  | 8,7   | 5     | 32,2  |
| Précipitations (mm)               | 42,1  | 33,6  | 35,6  | 30,9  | 35,9 | 59,1 | 69,1 | 71,7 | 54   | 54,6  | 48,6  | 41,7  | 576,9 |

## Démographie
Depuis 1980, la démographie de Rovaniemi a évolué comme suit,, :
| Année      | 1980   | 1985   | 1990   | 1995   | 2000   | 2005   |
| ---------- | ------ | ------ | ------ | ------ | ------ | ------ |
| population | 48 056 | 51 780 | 54 014 | 57 045 | 57 253 | 57 835 |

| Année      | 2010   | 2015   | 2020   |
| ---------- | ------ | ------ | ------ |
| population | 60 090 | 61 570 | 63 010 |

## Économie

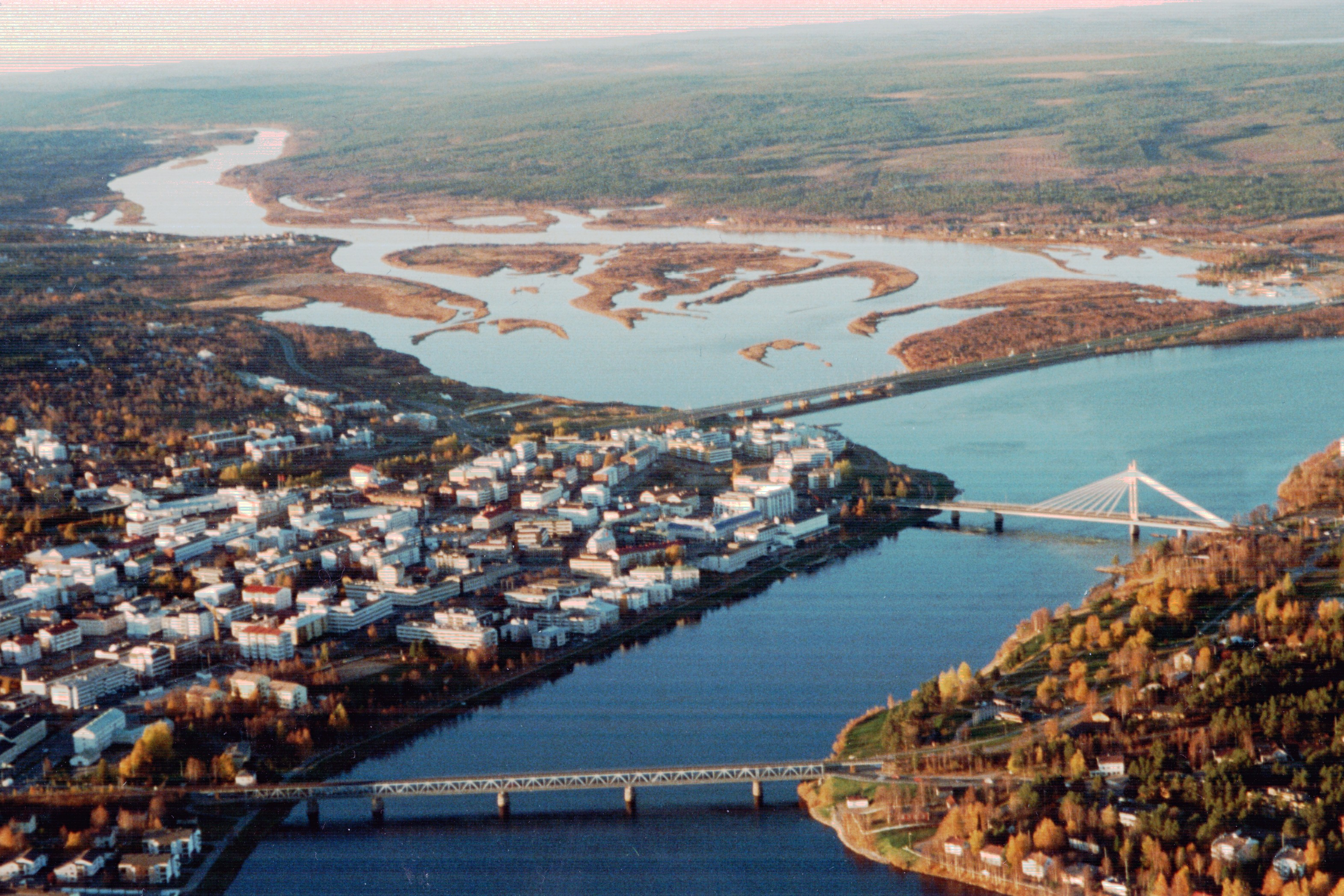
Vue aérienne de Rovaniemi avec l'Ounasjoki
le 6 octobre 1999

Le déclin des profits liés aux matières premières laisse à Rovaniemi deux ressources principales. La première réside dans les investissements publics : l'État finlandais soutient largement la capitale administrative de sa région la moins densément peuplée. Près de 45 % des emplois sont générés par une fonction publique omniprésente, la ville jouant le rôle de seul véritable centre administratif du nord de la Finlande.
L'université de Laponie accueille environ 4 000 étudiants, et l'ensemble des différents établissements d'enseignement supérieur amène le nombre d'étudiants résidant en ville à approcher les 10 000.
Le second moteur, le tourisme, connaît un développement prometteur. Rovaniemi est célèbre notamment pour son musée arctique (Arktikum), mais aussi et surtout pour être la ville du Père Noël. Celui-ci est souvent visible au Village du Père Noël au niveau du cercle polaire à moins d'une dizaine de kilomètres au nord-est de la ville, bien qu'il préfère résider dans ce secteur isolé du Korvatunturi, une colline situé à la frontière russe. Le business de Noël a vu l'ouverture en 1998 d'un parc d'attractions du nom de Santa Park, qui a connu de larges difficultés financières.
Les environs très sauvages permettent des possibilités pratiquement illimitées en termes de découverte de la nature et d'activités sportives.
Rovaniemi est le vrai pôle touristique du nord de la Finlande, les charters venus notamment du Royaume-Uni ou du Japon se succédant sur son aéroport pendant les mois d'hiver.
L'usine BRP de Rovaniemi assemble des motoneiges Lynx, VTT Can-Am à 6 roues.
La société Marttiini fabrique des couteaux à Rovaniemi depuis 1928.

### Principales entreprises
En 2021, les principales entreprises de Rovaniemi par chiffre d'affaires sont :
| Société                              | C.A.   |
| ------------------------------------ | ------ |
| BRP Finland Oy                       | 480 M€ |
| Napapiirin Kuljetus Oy               | 54 M€  |
| Kemijoki Oy                          | 53 M€  |
| Lapin ammattikorkeakoulu Oy          | 45 M€  |
| Napapiirin Energia ja Vesi Oy        | 43 M€  |
| Pohjois-Suomen Metsämarkkinat Oy LKV | 42 M€  |
| Kuljetusliike Ilmari Lehtonen Oy     | 42 M€  |
| Lapin Kumi Oy Rovaniemi              | 38 M€  |
| Lappset Group Oy                     | 38 M€  |
| Rakennusliike Jouko Pesonen Oy       | 28 M€  |

### Employeurs
En 2021, les plus importants employeurs privés de Rovaniemi sont:
| Employeur                        | Employés |
| -------------------------------- | -------- |
| Lapin ammattikorkeakoulu Oy      | 420      |
| BRP Finland Oy                   | 405      |
| Kuljetusliike Ilmari Lehtonen Oy | 275      |
| Lappset Group Oy                 | 252      |
| Arctic Drilling Company Oy Ltd   | 149      |
| Eurofins Ahma Oy                 | 144      |
| Lapin Kumi Oy Rovaniemi          | 44       |
| Norrhydro Oy                     | 129      |
| LapIT Oy                         | 126      |
| RainMaker Contact Oy             | 123      |

## Administration

### Conseil municipal
Le conseil est formé de 75 élus et son président est Heikki Autto.
| Répartition des Voix et des sièges                  |        |           |        |        |        |        |        |        |        |         |
| Voix                                                | Sièges | Sièges    | Sièges | Sièges | Sièges | Sièges | Sièges | Sièges | Sièges | Votants |
| Voix                                                | SDP    | SKDL Vas. | Kok.   | Kesk.  | LKP    | SKL KD | SMP PS | Vihr.  | Autres | Votants |
| 1976                                                | 10     | 10        | 10     | 6      | 6      | 1      | –      |        | –      | 78,9 %  |
| 1980                                                | 11     | 9         | 11     | 7      | 4      | 1      | –      |        | –      | 78,0 %  |
| 1984                                                | 13     | 9         | 13     | 13     |        | 1      | 1      | 1      | –      | 71,0 %  |
| 1988                                                | 12     | 7         | 12     | 13     | 4      | –      | 1      |        | 2a     | 64,8 %  |
| 1992                                                | 15     | 8         | 10     | 13     | 2      | 1      | –      | 2      |        | 65,5 %  |
| 1996                                                | 14     | 8         | 11     | 15     |        | 1      |        | 2      |        | 56,9 %  |
| 2000                                                | 12     | 8         | 10     | 17     |        | 1      |        | 3      |        | 48,8 %  |
| 2004                                                | 10     | 8         | 11     | 18     |        | –      |        | 4      |        | 51,9 %  |
| 2005                                                | 14     | 12        | 13     | 29     |        | 2      |        | 5      | –      | 56,2 %  |
| 2008                                                | 13     | 10        | 17     | 23     |        | 2      | 3      | 7      | –      | 58,1 %  |
| 2012                                                | 8      | 7         | 12     | 19     |        | 1      | 9      | 3      | –      | 56,0 %  |
| 2017                                                | 10     | 6         | 10     | 16     | -      | 2      | 4      | 3      | –      | 54,5 %  |
| a Alternative démocratique                          |        |           |        |        |        |        |        |        |        |         |
| Lähde: Tilastokeskus,, Oikeusministeriö & Rovaniemi |        |           |        |        |        |        |        |        |        |         |

## Lieux et monuments
- Lappia-talo, théâtre et centre de congrès
- Bibliothèque municipale de Rovaniemi
- Musée Arktikum
- Musée régional de Laponie
- Musée d'art de Rovaniemi
- Maison de la culture Korundi
- Hôtel de ville de Rovaniemi
- Église de Rovaniemi
- Gare de Rovaniemi
- Aéroport de Rovaniemi
- Centrale hydroélectrique de Petäjäskoski
- Centrale hydroélectrique de Pirttikoski
- Hôpital central de Laponie
- Théâtre de Rovaniemi

## Transports

### Aérien
L'aéroport de Rovaniemi est le quatrième plus important du pays quant au trafic, avec 444 561 passagers en 2014.
Ce chiffre inclut les charters (la tradition est assez ancienne, British Airways y faisait même parfois voler le Concorde dans les années 1980) et les nombreux vols réguliers à destination de Helsinki (effectués par Finnair et Blue1). Il est traversé par le Cercle polaire arctique, à moins de 10 km du centre ville.

### Ferroviaire
VR relie Rovaniemi au reste du réseau finlandais. Helsinki est relié cinq fois par jour, pour un trajet durant de 9 à 12 heures (les trajets de nuit sont en moyenne les plus longs)

### Routier
Rovaniemi est traversée par la nationale 4 (E75), le principal axe routier nord-sud du pays (Helsinki–Lahti–Jyväskylä–Oulu–Kemi–Rovaniemi–Sodankylä–Utsjoki).
La municipalité est aussi traversée par les routes principales 78, 79, 81, 82 et 83 ainsi que par les routes régionales 926, 930,
934 et 942.
Distance aux principales villes :
- Poste frontière de Pello : 98 km
- Kemi (golfe de Botnie) : 116 km
- Tornio : 125 km
- Sodankylä : 128 km
- Poste frontière de Salla : 171 km
- Oulu : 222 km
- Ivalo : 288 km
- Poste frontière d'Enontekiö : 341 km
- Kilpisjärvi : 433 km
- Kuopio : 511 km
- Jyväskylä : 562 km
- Tampere : 714 km
- Lappeenranta : 776 km
- Helsinki : 834 km
- Turku : 858 km
- Hanko : 943 km

## Éducation
La ville de Rovaniemi abrite l'université de sciences appliquées de Laponie et l'Université de Laponie.

## Sport
- RoPS Rovaniemi (football)
- Perungan Pojat Rovaniemi (volley-ball)

## Jumelages
La ville compte les villes jumelles suivantes:
| Ville | Ville               | Pays | Pays       | Période     |
| ----- | ------------------- | ---- | ---------- | ----------- |
|       | Ajka                |      | Hongrie    |             |
|       | Alanya              |      | Turquie    |             |
|       | Cadillac            |      | États-Unis |             |
|       | Cassel              |      | Allemagne  |             |
|       | Grindavíkurbær,     |      | Islande    |             |
|       | Harbin              |      | Chine      |             |
|       | Kiruna              |      | Suède      |             |
|       | Narvik              |      | Norvège    |             |
|       | Neustrelitz         |      | Allemagne  |             |
|       | Olsztyn,            |      | Pologne    | depuis 1976 |
|       | St. Johann in Tirol |      | Autriche   |             |
|       | Veszprém            |      | Hongrie    |             |

## Personnalités
- Tanja Poutiainen, skieuse alpine.
- Tuomo Ylipulli, ancien sauteur à ski.
- Antti Hyvärinen, ancien sauteur à ski.
- Jouko Törmänen, ancien sauteur à ski.
- Antti Autti, snowboarder.
- Jari Tervo, écrivain.
- Antti Tuisku, chanteur pop[22]
- Tomi Putaansuu, membre de Lordi[23]
- Katja Kettu, écrivaine finlandaise.
- Arvo Aalto, homme politique
- Sara Seppänen, femme politique
- Esko Ollila, banquier, homme politique
- Jarmo Lampela, réalisateur
- Le groupe Absoluuttinen Nollapiste[24].

## Galerie

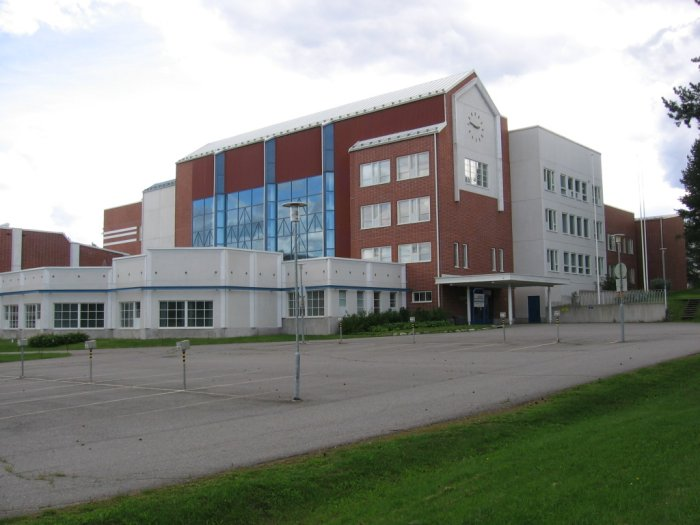
Université des sciences appliquées de Rovaniemi.
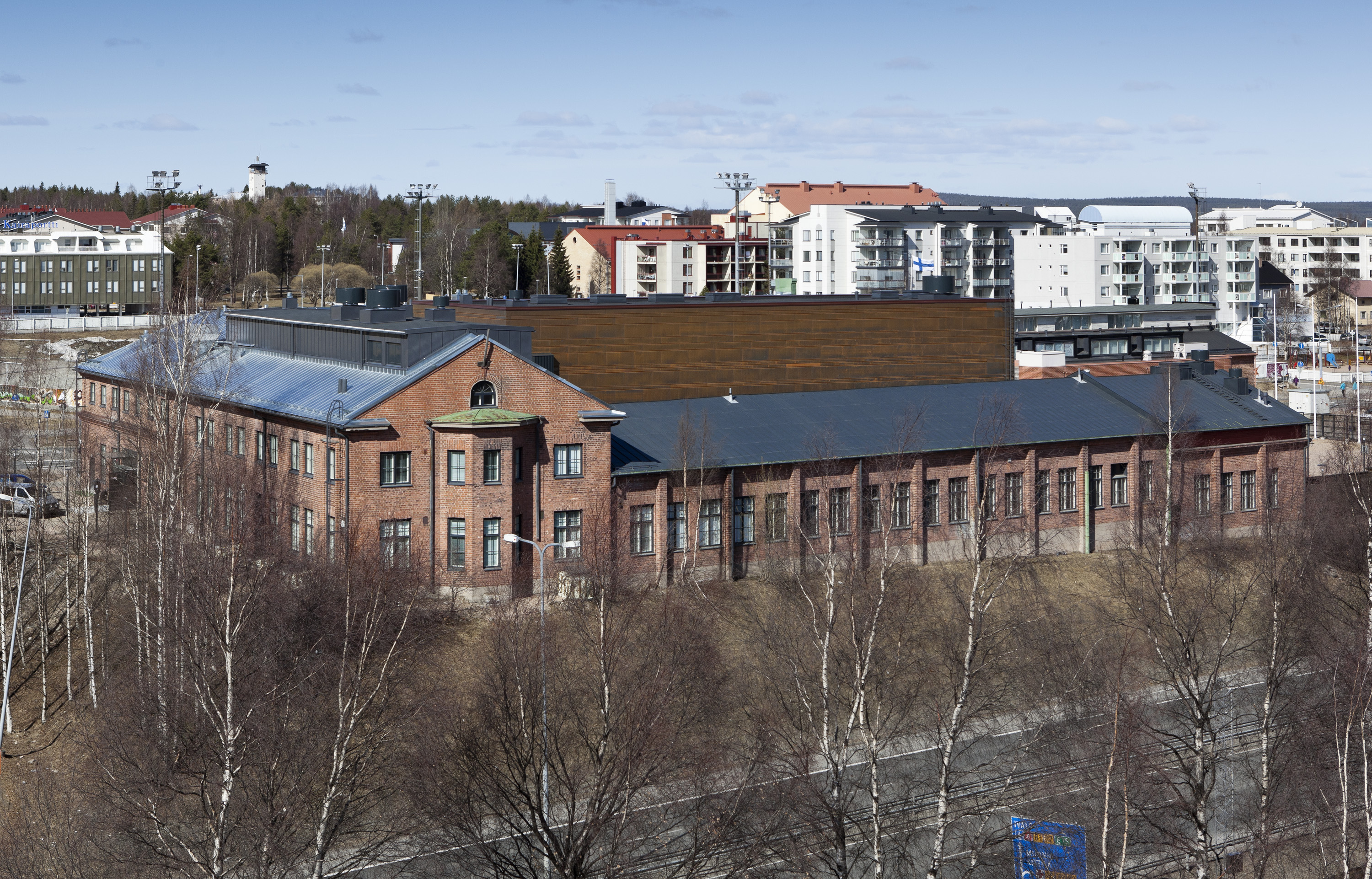
Maison de la culture Korundi.
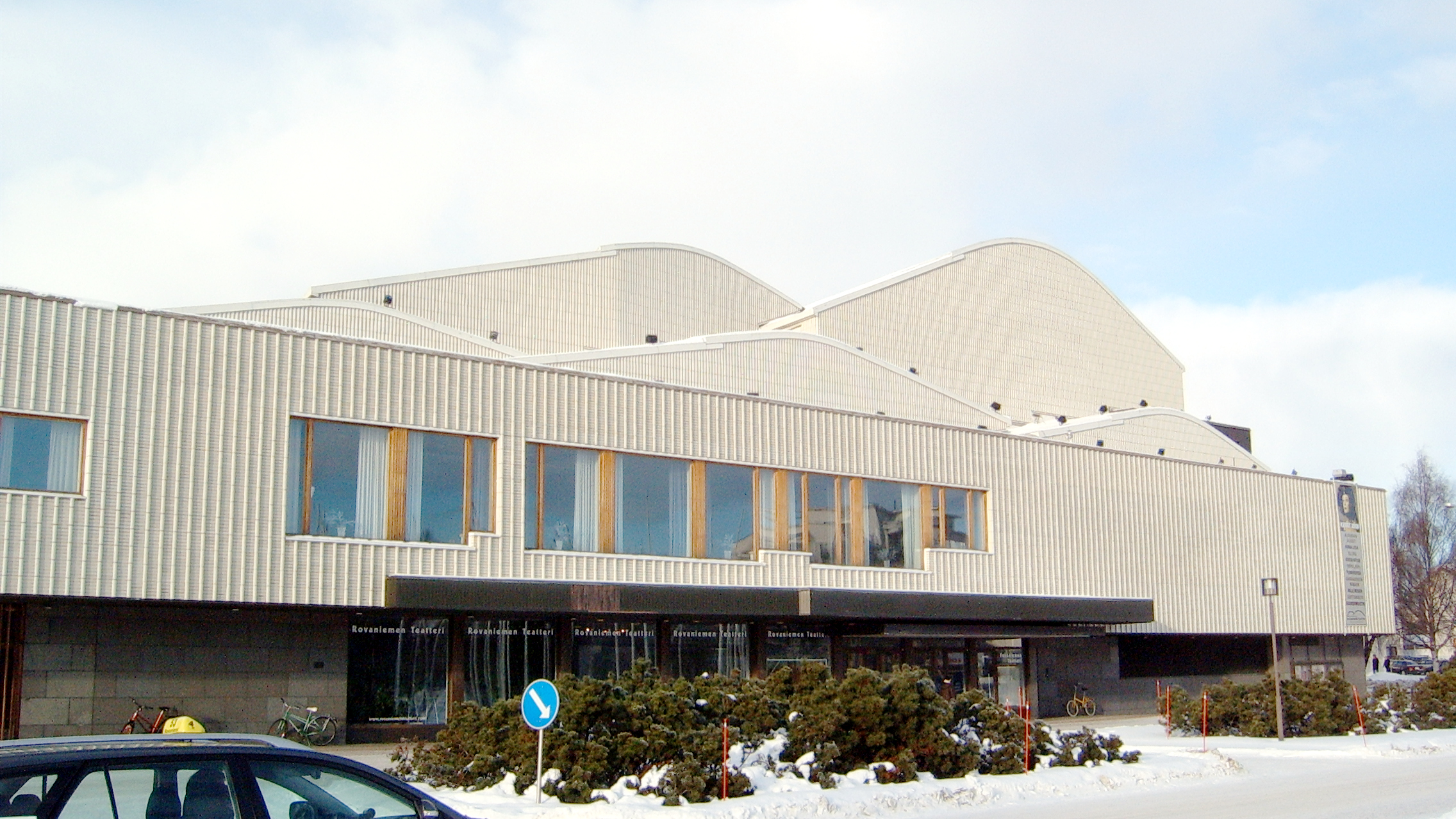
Lappia-talo.
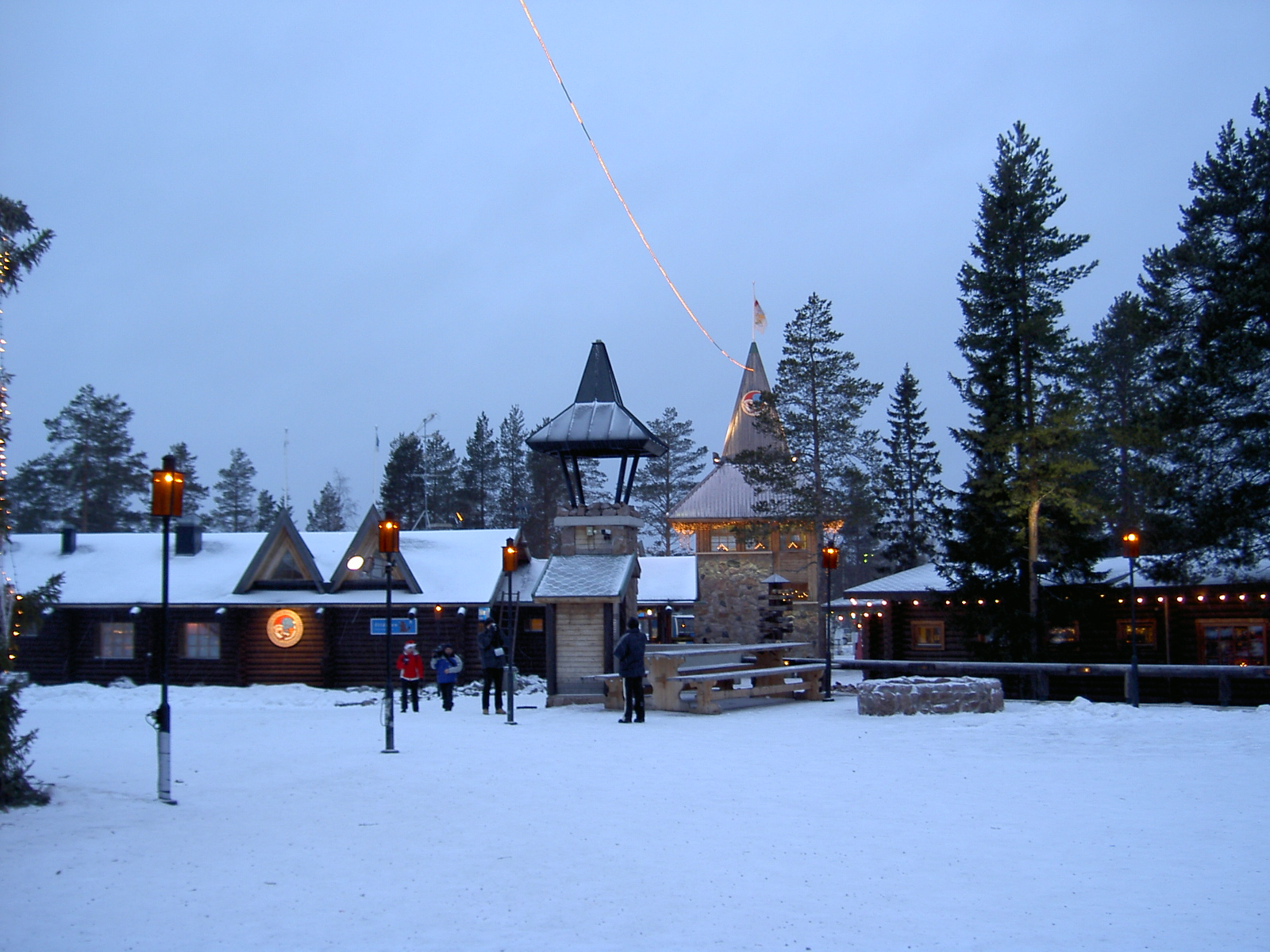
Le village du père noël.

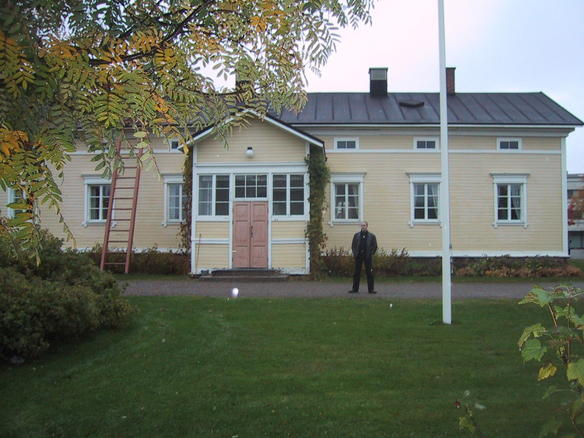
Alaruokanen.
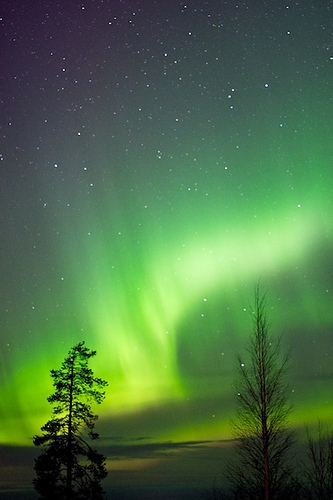
Aurore boréale.
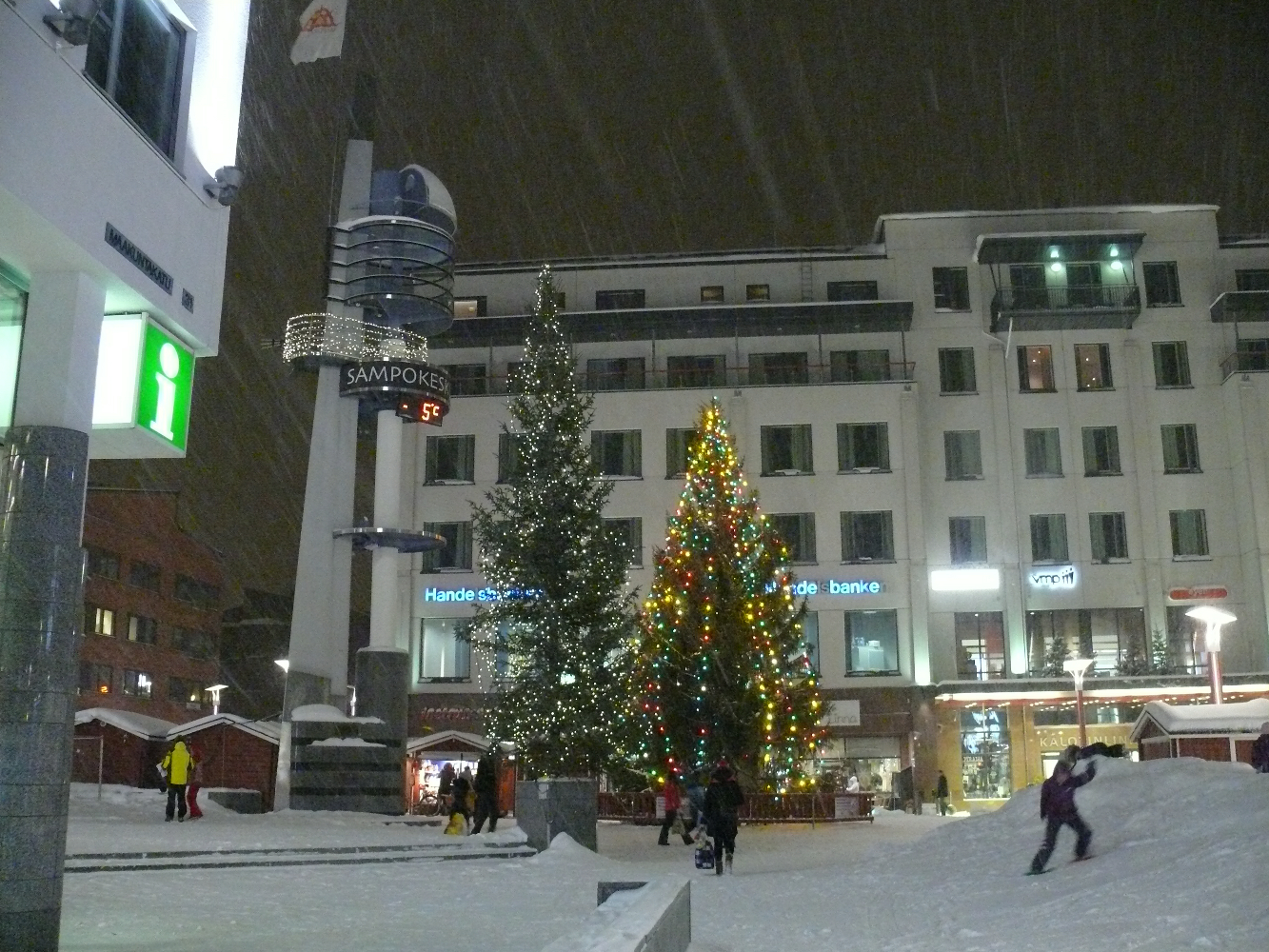
La rue Koskikatu.
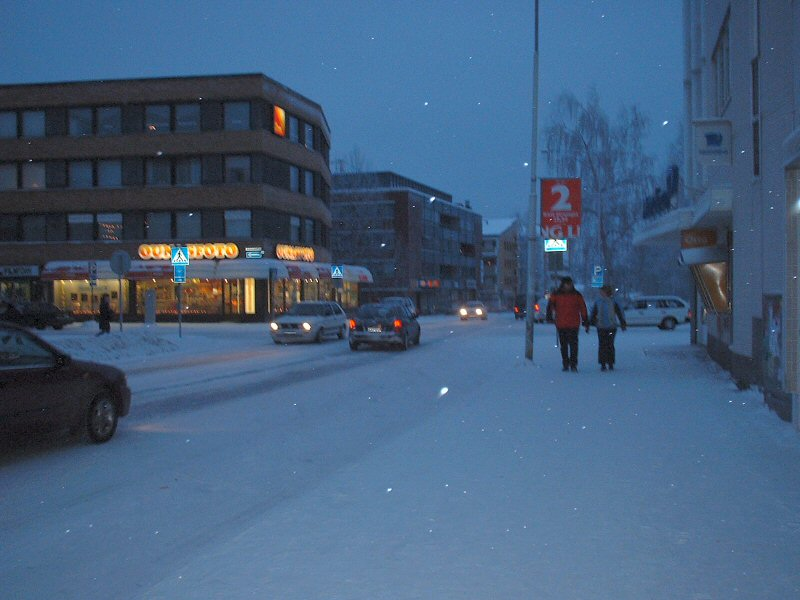
Rovaniemi en janvier 2004.

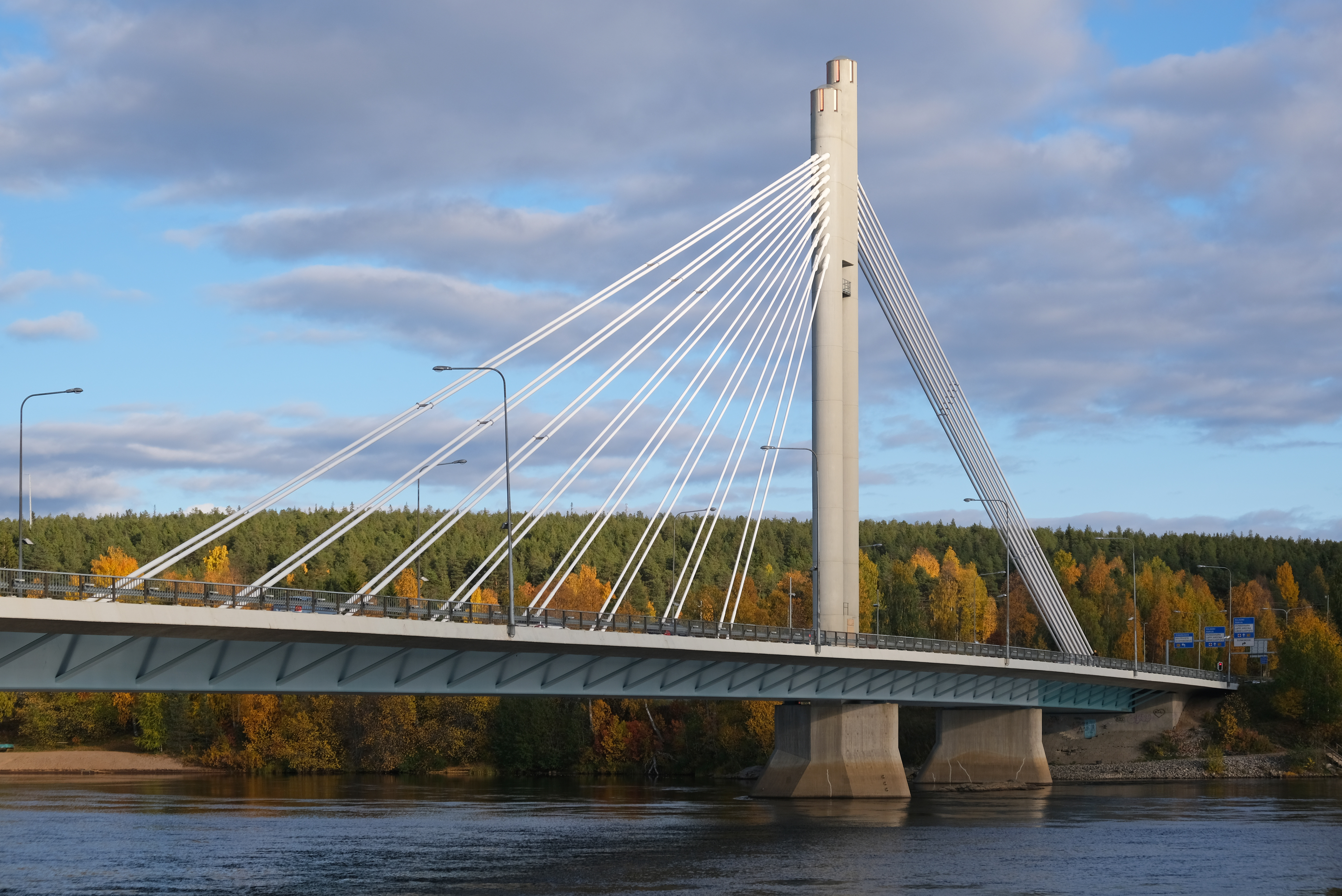
Le pont Jätkänkynttilä.
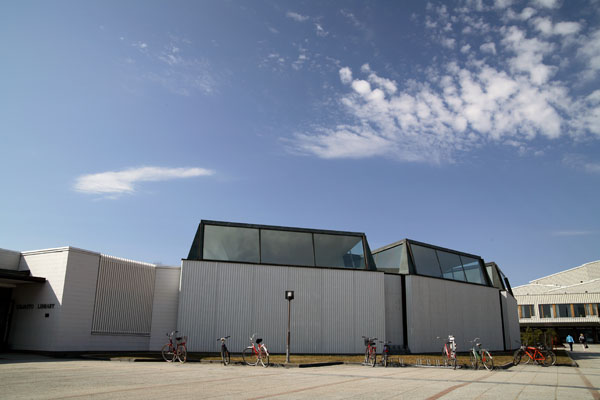
Bibliothèque municipale de Rovaniemi
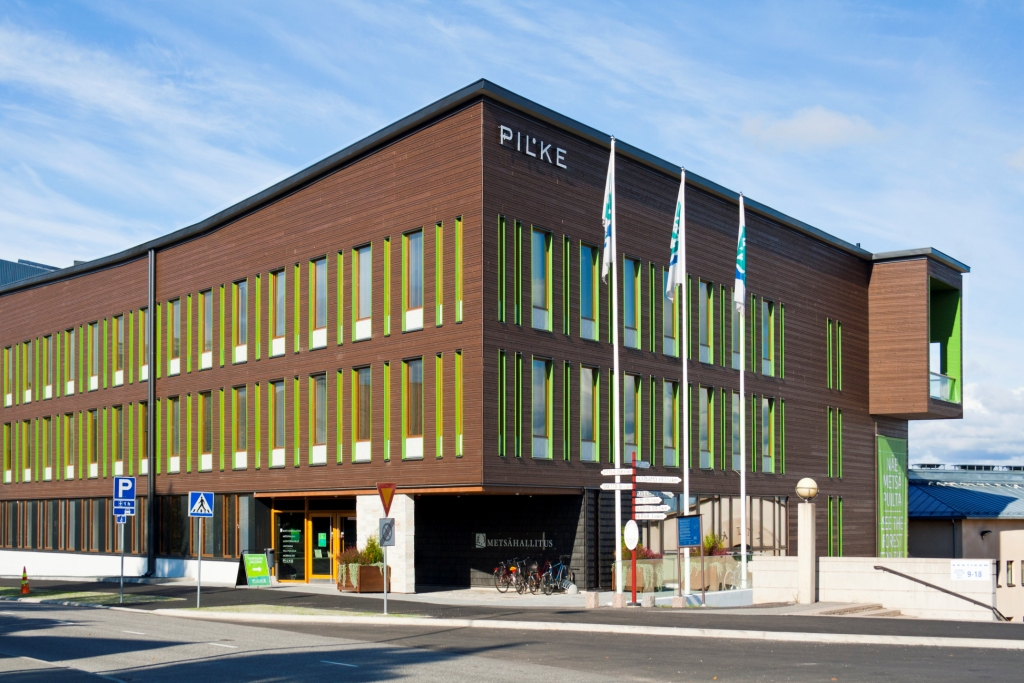
Centre scientifique Pilke.